# Arcadia (moglie di Zenone)
Arcadia (in greco antico: Αρκαδία?, Arkadia; fl. V secolo) sarebbe, secondo l'enciclopedia bizantina Suda, il nome della seconda moglie dell'imperatore Zenone, la cui tomba si trovava a Costantinopoli, all'interno delle terme Arcadianae, nei pressi dei monumenti noti come Luoghi, nei terreni dell'Arcigenerale (l'arcangelo Michele), nel luogo dove Zenone processò i partigiani di Basilisco e che rese inaccessibile.
Sebbene sia improbabile che Arcadia sia stata la seconda moglie di Zenone (l'altra moglie attestata, Ariadne, gli sopravvisse), effettivamente poteva esistere una statua dedicata ad una "Arcadia" a Costantinopoli, che la fonte della Suda avrebbe connesso a Zenone; alternativamente è possibile che Arcadia fosse la prima moglie di Zenone, cui diede l'omonimo figlio.